# Kurt Krieger (Ethnologe)
Kurt Krieger (* 17. Januar 1920 in Berlin; † 2007 ebenda) war ein deutscher Ethnologe, Afrikanist und von 1970 bis 1985 Direktor des Museums für Völkerkunde in West-Berlin.

## Leben

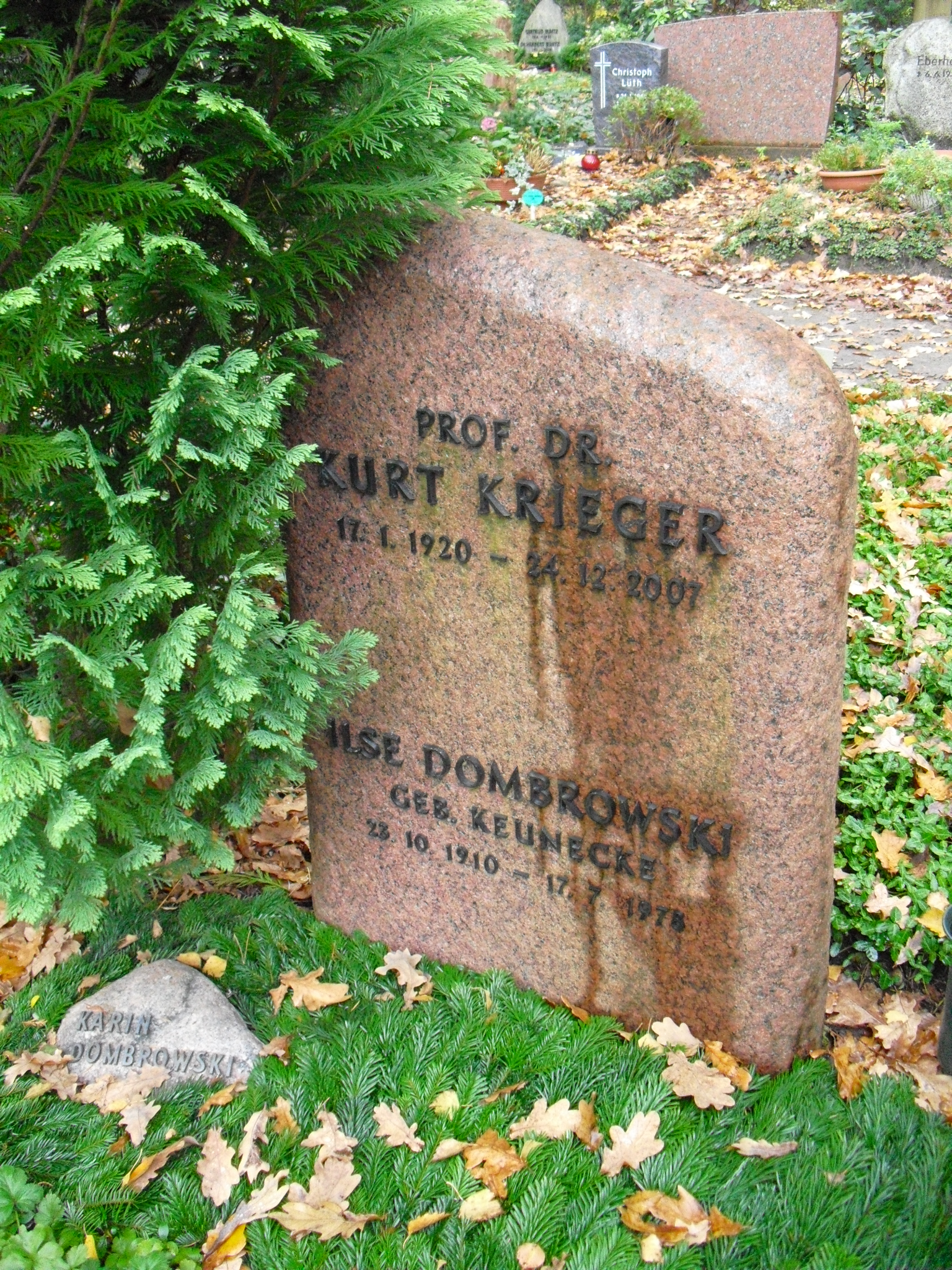
Kurt Kriegers Grabstein auf dem Friedhof Heerstraße in Berlin-Westend

Kurt Krieger wurde 1920 als Sohn des Algologen Willi Krieger (1886–1954) in Berlin geboren und wuchs dort auf. Unmittelbar nach dem Abitur wurde er in den Kriegsdienst gerufen und 1939 schwer verletzt: Er verlor das linke Auge. Zumindest durfte er nun zurück nach Berlin und ein Studium beginnen.
Krieger studierte Völkerkunde, (physische) Anthropologie und afrikanische Sprachen, insbesondere bei Richard Thurnwald und Diedrich Westermann. Er lernte Hausa, Kisuaheli und Arabisch. Mit Studien über afrikanische Kunstperlen wurde er 1942 zum Dr. phil. promoviert. Danach arbeitete er als wissenschaftlicher Assistent im Berliner Völkerkundemuseum, wo er zuvor bereits voluntiert hatte.
Im Jahr 1943 heiratete er Eva Keßel, mit der er zwei Töchter hatte. Gegen Kriegsende wurde er erneut einberufen, kam in sowjetische Gefangenschaft und kehrte aber 1945 nach Berlin zurück. 
Er arbeitete erneut im Völkerkundemuseum, wurde Leiter der Abteilung Afrika. In den Jahren 1952/53 und 1961/62 führte er ethnologische Feldforschungen im Norden Nigerias durch. Dabei legte er umfangreiche Sammlungen an, die in sein Museum gelangten. 
Nach dem Tod von Hans-Dietrich Disselhoff 1970 wurde er Direktor des Museums für Völkerkunde in Berlin-Dahlem. Während seiner Amtszeit wurden die neuen Ausstellungsräume in den Erweiterungsbauten des Museumszentrums Dahlem eingeweiht. 1985 ging er in den Ruhestand, hielt aber weiter engen Kontakt zum Museum. 2007 verstarb er nach langer Krankheit in Berlin.